# ردیف متهمان
ردیف متهمان (انگلیسی: The Lineup) فیلمی درام و جنایی به کارگردانی دان سیگل است که در سال ۱۹۵۸ منتشر شد.
این فیلم بازسازی یک نمایشنامه رادیویی پلیسی است که طی سال‌های ۱۹۵۳-۱۹۵۰ از شبکه رادیویی سی‌بی‌اس پخش شد و سپس یک مجموعه تلویزیونی بر اساس آن ساخته شد که طی سال‌های ۱۹۶۰-۱۹۵۷ از شبکه تلویزیونی سی‌بی‌اس پخش گردید. نسخهٔ اصلی فیلم در سال ۱۹۹۷ توسط «بایگانی فیلم آکادمی اسکار» با همکاری سونی پیکچرز مرمت و بازسازی شد.

## بازیگران
- ایلای والاک
- رابرت کیت
- ریچارد جاکل
- ریموند بیلی
- وگن تیلور
- امیل مه‌یر
- مارشال رید
- وارنر اندرسون
- مری لاروش
- ویلیام لسلی
- باب بیلی
- چارلز مورتون